# Husovo muzeum v Kostnici
Husovo muzeum v Kostnici (německy Hus-Museum Konstanz) je muzeum věnované Janu Husovi. Nachází se ve staré části Kostnice na Hussenstraße. Muzeum představuje Husův život a dílo.

## Husův dům
Dům na adrese Hussenstraße 64 je hrázděný dům z přelomu 15. a 16. století. Československý stát jej získal v roce 1922. V roce 1923 jej československý stát převedl na Husův muzejní spolek v Praze, který byl založen v roce 1919. V domě byl zřízen Husův památník. Husovo muzeum je jedním z městských muzeí v Kostnici. Není možné nade vší pochybnost prokázat, že zde Hus během koncilu pobýval.

## Výstava
Výstava představuje Husovo působení jako děkana, jeho cestu do Kostnice a průběh jeho soudního procesu. Součástí exponátů jsou faksimile, fotografie a multimediální test („heretický test“) pro návštěvníky. Výstavu reorganizovalo Husitské muzeum v Táboře a Husova muzejní společnost Praha v roce 2014 a spravuje ji Ministerstvo kultury ČR a město Kostnice.

## Překlad
V tomto článku byl použit překlad textu z článku Hus-Museum Konstanz na německé Wikipedii.